# Protea holosericea
Protea holosericea (лат.) — кустарник, вид рода Протея (Protea) семейства Протейные (Proteaceae), эндемик Южной Африки.

## Ботаническое описание
Protea holosericea — прямостоячий или раскидистый кустарник высотой до 1,2 м. Растение однодомное, в каждом цветке представлены представители обоих полов. Цветёт с сентября по октябрь. 

## Распространение и местообитание
Эндемик Западно-Капской провинции Южной Африки. Встречается только на пике Саведж и Рабисберг, двух соседних пиках в горах Квадусберг в Западно-Капской провинции. Растёт на сухих верхних склонах гор на высоте от 1200 до 1300 м над уровенм моря.

## Биология
Лесные пожары могут уничтожить зрелые растения, но семена могут выживать, так как хранятся в огнеупорных цветочных головках. Они высвобождаются после пожаров и разносятся ветром. Опыление происходит благодаря птицам.

## Охранный статус
Виду угрожают сбор дикорастущих цветов, слишком частые пожары, хищничество семенного фонда павианами в отдельных субпопуляциях, генетический спад, пожары в неподходящий сезон. В 1980-1981 годах фермер собрал тысячи семенных головок для экспорта в колониях Патрисклоф и Паардеклоф, что фактически уничтожило весь банк семян местной популяции. В 1984 году он был привлечен к ответственности. После запрета сбора урожая субпопуляция восстановилась.